# Starobin
Starobin (bielorruso: Старо́бін; ruso: Старо́бин) es un asentamiento de tipo urbano de Bielorrusia, perteneciente al distrito de Saligorsk de la región de Minsk.
En 2023, el asentamiento tenía una población de 6492 habitantes. Es sede de un consejo rural que incluye nueve pedanías que suman quinientos habitantes.
Se ubica unos 5 km al suroeste de Saligorsk, en la salida de la capital distrital de la carretera P23 que lleva a Mikashévichy.

## Historia
Se conoce la existencia del asentamiento desde el siglo XVI, cuando era un pueblo del Gran Ducado de Lituania. En 1654 recibió el derecho a organizar un mercado semanal y cuatro ferias anuales. En 1680 adoptó el estatus de miasteczko. En la partición de 1793 pasó a formar parte del Imperio ruso, que lo integró en el uyezd de Slutsk. La RSS de Bielorrusia le dio el estatus de capital distrital en 1924 (que perdió en 1962 al integrarse en el raión de Lyuban, pasando al de Saligorsk en 1965) y el de asentamiento de tipo urbano en 1938.